# 1984年夏季残疾人奥林匹克运动会澳大利亚代表团
1984年夏季残疾人奥林匹克运动会澳大利亚代表团是澳大利亚派出的1984年夏季残疾人奥林匹克运动会代表团。获得49枚金牌、54枚银牌和51枚铜牌。